# Acrossidius kozlovi
Acrossidius kozlovi är en skalbaggsart som beskrevs av Koshantschikov 1916. Acrossidius kozlovi ingår i släktet Acrossidius och familjen Aphodiidae. Inga underarter finns listade i Catalogue of Life.